# 國立政治大學附設實驗國民小學
國立政治大學附設實驗國民小學（The Affiliated Experimental Elementary School of National Chengchi University，簡稱政大實小），是附屬於國立政治大學的實驗性小學，位於臺北市文山區，附設幼兒園，簡稱政大實幼。
該校鄰近國立政治大學、台北市立動物園以及貓空纜車。學校配合教育部國民及學前教育署的各項教學實驗計畫，接受教育部永續校園計畫補助以及政大教育學院的各項研究。學生來源以政大教職員工子女為主，以社區居民為輔。學校總務、人事、會計皆由大學部統籌辦理，校務的規畫及推動，亦由大學部組成的輔導委員會提供諮詢與指導。

## 學校象徵
學校校徽部分沿用梅花形狀的政大校徽加以變化而成，校訓與政治大學相同，校歌編寫方面，也參考了政治大學校訓等元素加以變化。

### 校徽
- 中央綠色幼苗與黃色圓圈部分，代表幼苗冒出金黃土地，象徵國家未來的主人翁正要成長。
- 藍色梅花部分代表晴空萬里，海闊天空，自由光明。
- 外層綠色部分代表孩子茂盛的生命力，一片欣欣向榮。

## 行政組織
- 校長室
- 教務處
- 學務處
- 輔導室
- 總務處
- 研究處
- 幼兒園

## 校園環境

### 至善樓
- 地下一樓：藝術教室、陶藝教室
- 1樓：教師辦公室、印刷室、家長會辦公室、輔導室、健康中心
- 2樓：二年級忠孝兩班及四年忠班教室、潛能教室
- 3樓：六年級忠孝兩班及四年孝班教室、教具室
- 4樓：會議室、電腦教室、教師研討室
- 5樓：校史室、圖書館、校長室

### 明德樓
- 地下一樓：體育器材室、桌球教室
- 1樓：一年級忠孝班教室及三年忠班教室
- 2樓：三年級孝班教室及五年忠孝班教室
- 3樓：語言教室、教務處
- 頂樓：風雨操場

### 活動中心
- 1樓：視聽教室
- 2樓：自然專科教室、音樂教室、英語教室
- 3樓：藝術教室、韻律教室、生活美學教室
- 4樓:籃球場

## 附設幼兒園

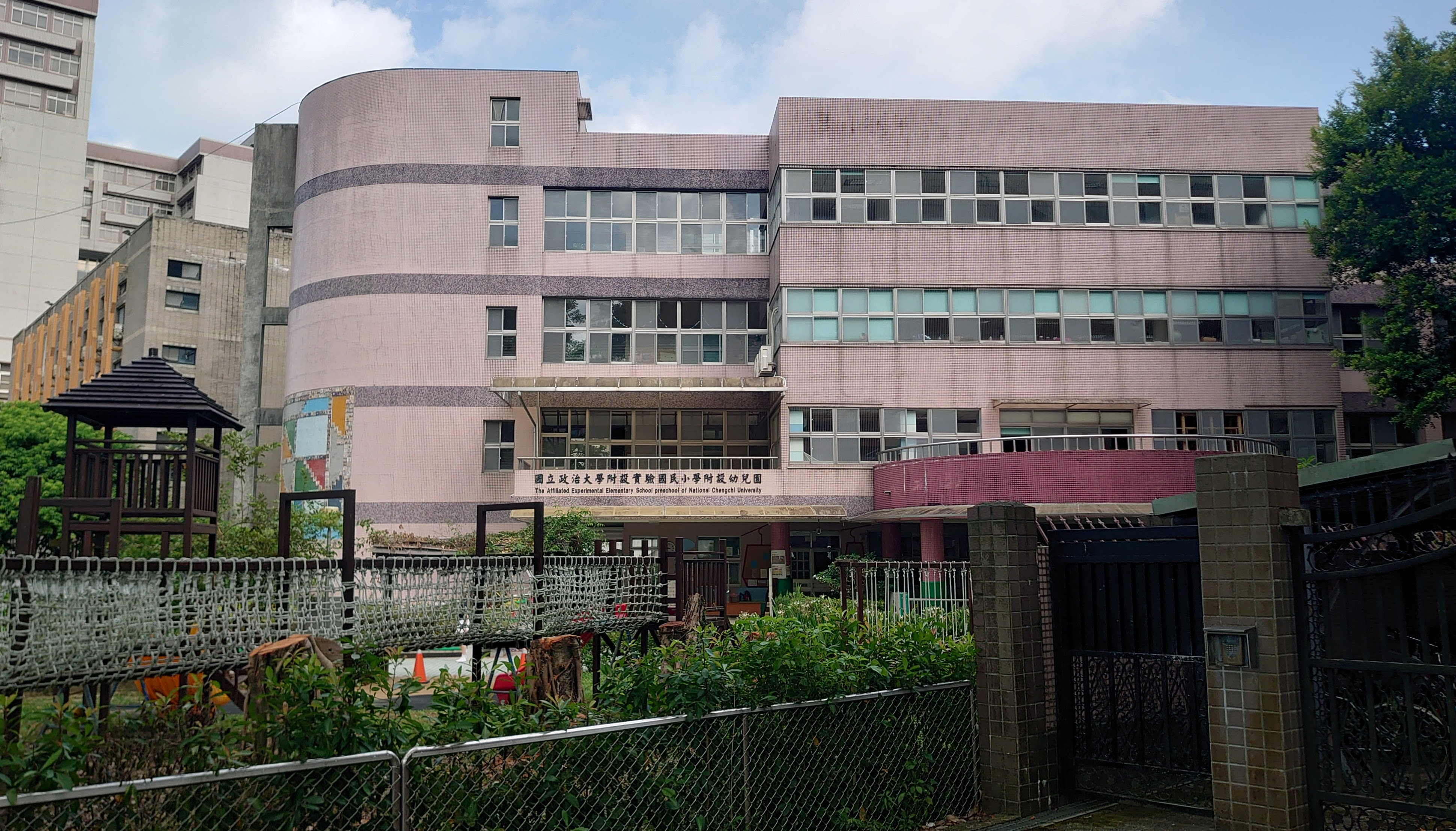
政大實幼

政大實幼為政大實小之附設機構，園區設於國立政治大學校本部內，成立於1960年，招生對象以校內教職員工子女為優先，社區居民子女需登記抽籤入學。

## 歷任校長
1. 祁致賢
2. 周繼文
3. 韓毓琳
4. 紀文祥
5. 陳錦
6. 余民寧
7. 井敏珠
8. 詹志禹
9. 劉兆文
10. 蔡金火
11. 郭昭佑
12. 林進山
13. 陳金粧

## 外部連結
- 國立政治大學附設實驗國民小學（页面存档备份，存于）